# Kruty (obwód czernihowski)
Kruty (ukr. Крути) – wieś na Ukrainie w rejonie nieżyńskim obwodu czernihowskiego. W miejscowości znajduje się stacja kolejowa.
Wieś znana jest z bitwy pod Krutami, która odbyła się w 1918.